# Marco Bode
Marco Bode (* 23. Juli 1969 in Osterode am Harz) ist ein ehemaliger deutscher Fußballspieler, der von 2014 bis 2021 Aufsichtsratsvorsitzender von Werder Bremen war. Er gilt mit nur zehn Verwarnungen in 379 Spielen als einer der fairsten Spieler der Bundesligageschichte. 1996 und 2002 wurde er als Bremer Sportler des Jahres ausgezeichnet.

## Biografie

### Familie und Ausbildung
Seine Kindheit verbrachte Bode im Osteroder Ortsteil Schwiegershausen. Nach seinem Abitur 1988 am Tilman-Riemenschneider-Gymnasium begann er ein Studium der Mathematik an der Fernuniversität Hagen, danach ein Studium der Philosophie an der Universität Bremen. Beide Studiengänge gab er auf, weil die Zeit neben der Tätigkeit als Fußballprofi nicht ausreichte. Nach Ende seiner Fußballer-Laufbahn absolvierte er einen einjährigen Kompaktkurs in Betriebswirtschaftslehre.

### Profi-Fußballer
1988 ging Bode von seinem Heimatverein VfR Osterode 08 zu den Amateuren von Werder Bremen. Dort wurde er von Otto Rehhagel entdeckt und kam in die Profimannschaft von Werder. In seiner aktiven Zeit war er von 1989 bis 2002 für Werder Bremen in 379 Spielen aktiv und erzielte 101 Treffer. Damit war er bis zum 16. April 2016 Rekordtorschütze der Bremer. Claudio Pizarro löste ihn mit seinem Tor gegen den VfL Wolfsburg ab. Bode gelangen in allen seinen 13 Spielzeiten für Werder jeweils mindestens drei Tore pro Spielzeit. Zudem erzielte er 23 Tore in den europäischen Vereinswettbewerben für Werder. Marco Bode war einer der fairsten deutschen Profifußballspieler. In 535 Spielen für Werder und Deutschland ist Bode nie vom Platz gestellt worden (gelbrote oder rote Karte) oder war auf Grund von gesammelten gelben Karten für ein Spiel gesperrt. Insgesamt erhielt er in seinen 13 Profijahren nur 15 gelbe Karten.
Mit Bremen wurde der vielseitig einsetzbare Linksfuß 1993 Deutscher Meister, 1995 Vizemeister, in den Jahren 1991, 1994 und 1999 DFB-Pokalsieger, 1992 gewann er mit Werder den Europapokal der Pokalsieger. Bode ist einer von derzeit acht Ehrenspielführern des SV Werder Bremen.

## Statistik
| Verein        | Saison  | Liga   | Liga | Pokal  | Pokal | Europapokal | Europapokal | Gesamt | Gesamt |
| Verein        | Saison  | Spiele | Tore | Spiele | Tore  | Spiele      | Tore        | Spiele | Tore   |
| ------------- | ------- | ------ | ---- | ------ | ----- | ----------- | ----------- | ------ | ------ |
| Werder Bremen | 1989/90 | 20     | 4    | 2      | 1     | 4           | 1           | 26     | 7      |
| Werder Bremen | 1990/91 | 25     | 3    | 6      | 1     | 0           | 0           | 33     | 4      |
| Werder Bremen | 1991/92 | 32     | 12   | 4      | 0     | 9           | 3           | 45     | 15     |
| Werder Bremen | 1992/93 | 29     | 4    | 5      | 3     | 6           | 0           | 40     | 7      |
| Werder Bremen | 1993/94 | 32     | 7    | 5      | 1     | 10          | 4           | 47     | 12     |
| Werder Bremen | 1994/95 | 33     | 14   | 1      | 0     | 4           | 1           | 34     | 15     |
| Werder Bremen | 1995/96 | 34     | 5    | 3      | 1     | 6           | 3           | 43     | 9      |
| Werder Bremen | 1996/97 | 33     | 10   | 3      | 1     | 0           | 0           | 36     | 11     |
| Werder Bremen | 1997/98 | 28     | 9    | 0      | 0     | 0           | 0           | 28     | 9      |
| Werder Bremen | 1998/99 | 29     | 8    | 6      | 1     | 4           | 0           | 39     | 9      |
| Werder Bremen | 1999/00 | 27     | 13   | 4      | 1     | 9           | 1           | 40     | 17     |
| Werder Bremen | 2000/01 | 26     | 5    | 2      | 0     | 6           | 2           | 34     | 7      |
| Werder Bremen | 2001/02 | 31     | 7    | 1      | 0     | 0           | 0           | 32     | 7      |
| Gesamt        | Gesamt  | 380    | 101  | 42     | 10    | 58          | 15          | 480    | 126    |

### Nationalmannschaft
Von 1995 bis 2002 trug er insgesamt 40 Mal das Trikot der deutschen Fußballnationalmannschaft und schoss neun Tore. 1996 wurde er mit der Mannschaft Fußballeuropameister in England und bei der Fußball-Weltmeisterschaft 2002 in Japan Vizeweltmeister. Sein erstes Länderspiel bestritt er am 15. Dezember 1995 gegen Südafrika (0:0), sein letztes am 30. Juni 2002 im Finale der Fußball-Weltmeisterschaft 2002 gegen Brasilien (0:2).
Nach der WM 2002 beendete Bode seine Laufbahn als Fußballprofi.
Für seine sportlichen Leistungen wurde er 2002 mit dem Silbernen Lorbeerblatt ausgezeichnet.

### Nach der Fußballerlaufbahn
Bei der Fußball-Europameisterschaft 2004 in Portugal war Bode als Reporter für die ARD tätig. Zur Saison 2007/08 engagierte ihn der Pay-TV-Sender Premiere als Reporter. Weiterhin war er seit 2005 Gesellschafter der Sportmarketing-Agentur deepblue sports und dort seit 2010 auch als Geschäftsführer tätig. Außerdem fungiert er als Format-Berater für die Hamburger Produktionsfirma Nordisch Filmproduktion.
Bode gehört darüber hinaus dem Kuratorium der Stiftung Jugendfußball an. Die Stiftung Jugendfußball wurde im Jahr 2000 von Jürgen Klinsmann, weiteren erfolgreichen Nationalspielern sowie den Dozenten des Fußball-Lehrer-Sonderlehrgangs gegründet. Bode ist Mitglied im Kuratorium der Aktion Sühnezeichen Friedensdienste.
Seit November 2012 gehörte Bode dem Aufsichtsrat des SV Werder Bremen an, im Oktober 2014 übernahm er von Willi Lemke den Vorsitz des Gremiums. Nachdem der Verein aus der Ersten Bundesliga abgestiegen war, übernahm Bode die Verantwortung und trat im September 2021 nicht zur Wiederwahl an.
Am 29. März 2008 erhielt Bode als erster Sportler den Kultur- und Friedenspreis der Villa Ichon in Bremen. Für seine Verdienste um den Sport in Niedersachsen wurde er in die Ehrengalerie des Niedersächsischen Instituts für Sportgeschichte aufgenommen.
Bode ist seit 2023 Aufsichtsratsmitglied bei der One Touch Football AG, einer Beteiligungsgesellschaft für Fußballvereine der Ligen in Skandinavien, Österreich, der Schweiz, Belgien, Holland und Deutschlands zweiter und vor allem dritter Liga.

## Veröffentlichung
- Marco Bode, Dietrich Schulze-Marmeling: Tradition schießt keine Tore: Werder Bremen und die Herausforderungen des modernen Fußballs. Die Werkstatt, 2022, ISBN 978-3-7307-0619-0.